# Prosotas lutea
Prosotas lutea là một loài bướm xanh (Lycaenidae) được tìm thấy ở Châu Á.

## Phạm vi
Loài bướm này sinh sống ở Ấn Độ từ trên dãy Himalaya từ Sikkim đến bán đảo Mã Lai và Sumatra về phía nam và nam Vân Nam về phía đông.

## Hình ảnh

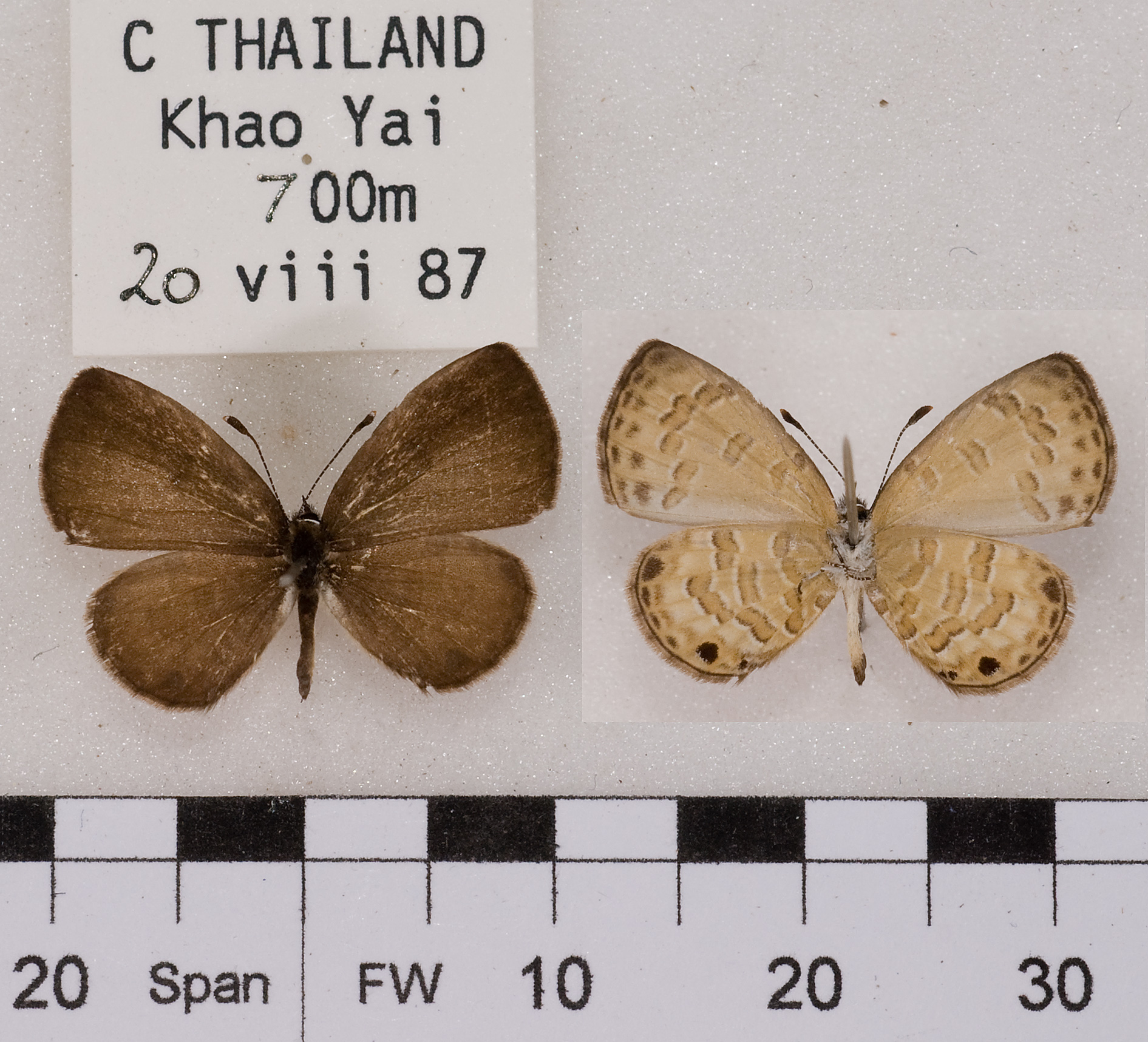